# Port lotniczy Kapoeta
Port lotniczy Kapoeta (ICAO: HSKP) – port lotniczy położony w Kapoeta, w Sudanie Południowym, stan Ekwatoria Wschodnia.